# 法院巷站
法院巷站（英語：Chancery Lane tube station）是倫敦地鐵的一個車站，位於倫敦市中心的霍本，站名來自於附近的法院巷。法院巷站開通於1900年，是中央線的車站，位於倫敦第1收費區。

## 外部連結
- London Transport Museum Photographic Archive （页面存档备份，存于）
  - Chancery Lane, 1914
  - Sub-surface ticket hall, 1934
  - Subway entrance at the corner of Gray's Inn Road, 1934